# André-Pierre Gignac
André-Pierre Christian Gignac (Martigues, 1985. december 5. –) egy Európa-bajnoki ezüstérmes francia válogatott  labdarúgó, jelenleg a mexikói Tigres de la UANL játékosa. Posztját tekintve csatár.

## Pályafutása
2015 nyarán a mexikói Tigres de la UANL-hoz igazolt, ezzel ő lett az első francia származású játékos, aki a mexikói bajnokságban szerepelhetett. Mindjárt az első szezonban bajnoki címet szerzett új csapatával, sőt, a bajnokság gólkirálya is ő lett 15 találattal. A 2016-os Clausura szezonban 13 gólig jutott, amivel ismét a góllövőlista élén zárt.
A Tigres szurkolói annyira megszerették, hogy a kubai Jorge Zamora Montalvo által szerzett dalt, amelyben a refrén az (egyébként értelmetlen) ¡Bomboro quiñá quiñá, el bomboro! felkiáltás, átköltötték ¡Bomboro Gignac Gignac, el bomboro! formára, magát Gignacot pedig elnevezték Bomborónak.
2016. június 15-én a francia válogatott színeiben egy Albánia elleni mérkőzésen pályára lépett az Európa-bajnokságon is, amivel ő lett a történelem első olyan Eb-szereplője, aki a mexikói bajnokságban játszik. Ezután a Svájc elleni csoportmeccset végigjátszotta, az egyenes kieséses szakaszban pedig minden alkalommal csereként állt be. Gólt nem szerzett, viszont a döntőben 0–0-s állásnál a 92. percben eltalálta a kapufát.
Ezután Mexikóban újabb sikeres évek következtek: a 2016 Apertura és a 2017 Apertura szezonban ismét bajnok lett.

## Sikerei, díjai
Olympique Marseille
- Francia ligakupagyőztes (2): 2010-11, 2011-12
- Francia szuperkupagyőztes (1): 2011

Tigres de la UANL
- Mexikói bajnok (3): 2015 Apertura,   2016 Apertura, 2017 Apertura
- Mexikói gólkirály (2): 2015 Apertura, 2016 Clausura